# John Wise (kanadyjski polityk)
John Wise (ur. 12 grudnia 1935 w St. Thomas, zm. 9 stycznia 2013 w London) – kanadyjski polityk, minister.

## Działalność polityczna
Był politykiem Progresywno-Konserwatywnej Partii Kanady. W okresie od 1972 do 1988 zasiadał w Izbie Gmin. Od 4 czerwca 1979 do 3 marca 1980 w rządzie premiera Clarka i ponownie od 17 września 1984 do 15 września 1988 w rządzie premiera Mulroneya był ministrem rolnictwa.